# Matteo Busato
Pour les articles homonymes, voir Busato.
Matteo Busato (né le 20 décembre 1987 à Castelfranco Veneto) est un coureur cycliste italien, professionnel entre 2015 et 2020.

## Biographie
Matteo Busato naît le 20 décembre 1987 à Castelfranco Veneto en Italie.
En 2011, membre du club amateur Zalf Désirée Fior, il devient champion d'Italie élites sans contrat et le classement général du Tour du Frioul-Vénétie julienne. L'année suivante, il rejoint l'équipe continentale Idea 2010. Il s'illustre en 2012 et 2013 sur le calendrier national italien, remportant notamment le Giro del Medio Brenta en 2012 et le Gran Premio Capodarco l'année suivante.
Il rejoint en 2014 l'équipe MG Kvis-Trevigiani, avec qui, il remporte le Kreiz Breizh Elites. Entre 2015 et 2020, il enchaîne les contrats dans les équipes de deuxième division. Il ne remporte aucune course, mais se classe notamment deuxième du Mémorial Marco Pantani 2016 et troisième du Trofeo Laigueglia 2018. En 2015, il participe à son premier Tour d'Italie et se classe deuxième de la 10e étape, battu au sprint par son compagnon d'échappée Nicola Boem. L'année suivante, il termine deuxième de la dernière étape du Tour du Trentin, devancé par Tanel Kangert.
Non conservé par Vini Zabù-KTM à l'issue de la saison 2020, il met un terme à sa carrière à 33 ans.

## Palmarès sur route

### Coureur amateur
- 2006[1]
  - 2e de la Coppa del Grano
  - 2e de la Coppa Caivano
  - 3e du Trofeo Comune di Acquanegra sul Chiese
- 2007
  - Coppa Belricetto
  - Mémorial Vincenzo Mantovani
  - 3e de la Coppa San Bernardino
  - 3e du Circuito dell'Assunta
  - 3e de la Coppa Città di Bozzolo
  - 3e du Gran Premio Calvatone
- 2008
  - Gran Premio Montanino
  - 2e du Tour d'Émilie amateurs
  - 3e du Circuito di Sant'Urbano
  - 3e de la Medaglia d'Oro Frare De Nardi
  - 3e du Trofeo Papà Cervi
- 2010
  - Tour d'Émilie amateurs
  - 2e du Trophée Edil C
  - 2e de Parme-La Spezia
  - 2e du Gran Premio Ezio Del Rosso
  - 3e du Tour du Frioul-Vénétie julienne
  - 3e de la Medaglia d'Oro Frare De Nardi
- 2011
  -  Champion d'Italie élites sans contrat
  - Classement général du Tour du Frioul-Vénétie julienne
- 2012
  - Giro del Medio Brenta
  - 2e du Trophée Matteotti espoirs
  - 3e du Grand Prix Industrie del Marmo
  - 3e du Trophée Edil C
  - 3e de la Freccia dei Vini
- 2013
  - La Ciociarissima
  - Gran Premio Capodarco
  - Grand Prix Santa Rita
  - 2e du Giro delle Valli Cuneesi
- 2014
  - Classement général du Kreiz Breizh Elites

### Coureur professionnel
- 2016
  - 2e du Mémorial Marco Pantani
- 2018
  - 3e du Trofeo Laigueglia
  - 3e du Tour de Corée
- 2019
  - 3e du Tour de la Mirabelle

### Résultats sur les grands tours

#### Tour d'Italie
3 participations
- 2015 : 106e
- 2016 : 57e
- 2017 : 84e

### Classements mondiaux
| Année                                 | 2008  | 2009 | 2010 | 2011 | 2012 | 2013 | 2014 | 2015 | 2016 | 2017 | 2018 | 2019  | 2020  |
| ------------------------------------- | ----- | ---- | ---- | ---- | ---- | ---- | ---- | ---- | ---- | ---- | ---- | ----- | ----- |
| Classement mondial                    |       |      |      |      |      |      |      |      | 192e | 690e | 400e | 1016e | 1505e |
| UCI Europe Tour                       | 1139e | 513e | 225e | 259e | 189e | 341e | 138e | 663e | 71e  | 550e | 366e | 731e  | 1122e |
| UCI Asia Tour                         | nc    | nc   | nc   | nc   | nc   | nc   | nc   | 98e  | nc   | nc   | 121e |       |       |
| UCI America Tour                      | 327e  | nc   | nc   | nc   | nc   | nc   | nc   | nc   | 533e | nc   | nc   |       |       |
|                                       |       |      |      |      |      |      |      |      |      |      |      |       |       |
| Légende : nc = non classéSource : UCI |       |      |      |      |      |      |      |      |      |      |      |       |       |

## Palmarès sur piste

### Championnats nationaux
- 2006
  - 2e du championnat d'Italie de poursuite par équipes
- 2007
  - 2e du championnat d'Italie de vitesse par équipes
  - 3e du championnat d'Italie de poursuite par équipes